# هومو ناليدي
هومو ناليدي (الاسم العلمي: Homo naledi) هو نوع منقرض من جنس الهومو، تم اكتشافه في ركن للدفن باسم «دي ناليدي» بأحد كهوف نظام النجم الصاعد في دولة جنوب أفريقيا. أعلن عن هذا الاكتشاف في سبتمبر 2015 من قبل فريق لي روجرز بيرغر بعد دراسة تلك البقايا العظمية لـ 15 من الأجساد التي تم العثور عليها في عام 2013. يتميز هومو ناليدي بكتلة جسمانية مقاربة لكتلة جسم المجموعات البشرية الصغيرة جسديًا فيبلغ طوله نحو 5و1 متر، وحجم دماغه لا تزيد عن حجم البرتقالة. هومو ناليدي يحمل علامات قريبة من أول أنواع جنس الهومو المكتشفة وأيضا من الأسترالوبيثكس. أثناء الاكتشاف يعتقد العلماء أن هذه الأجساد وضعت في حجرة الدفن بشكل متعمد مما أوحى إلى احتمالية مقدرة هذا النوع من ممارسة طقوس للدفن والتي لم يتم توثيقها من قبل لأي من الأنواع المبكرة من جنس الهومو. عمر هذه الأحافير لم يتم تحديده بشكل دقيق حتى الآن لكنها تقدر مبدئيا بين 2.5 إلى 3 ملايين عام. بالرغم من أن التفاصيل العظمية تشير إلى أن هذه الفصيلة هي فصيلة جديدة للبشر القدامى إلا أن بعض الخبراء قالوا أن الأمر بحاجة إلى مزيد من الفحوصات الإضافية للتأكد قبل فرض أي فرضيات مشابهة.

## التسمية
سمي هذا النوع بهومو ناليدي وسبب التسمية يعود إلى أن ناليدي تعني «نجمة» في اللغة التسوانية ولغة السوثو وهي لغات محلية في جنوب قارة إفريقيا وذلك في إشارة لاسم نظام الكهوف الذي تم اكتشاف الأحافير فيه وهو كهوف النجم الصاعد.

## الاكتشاف

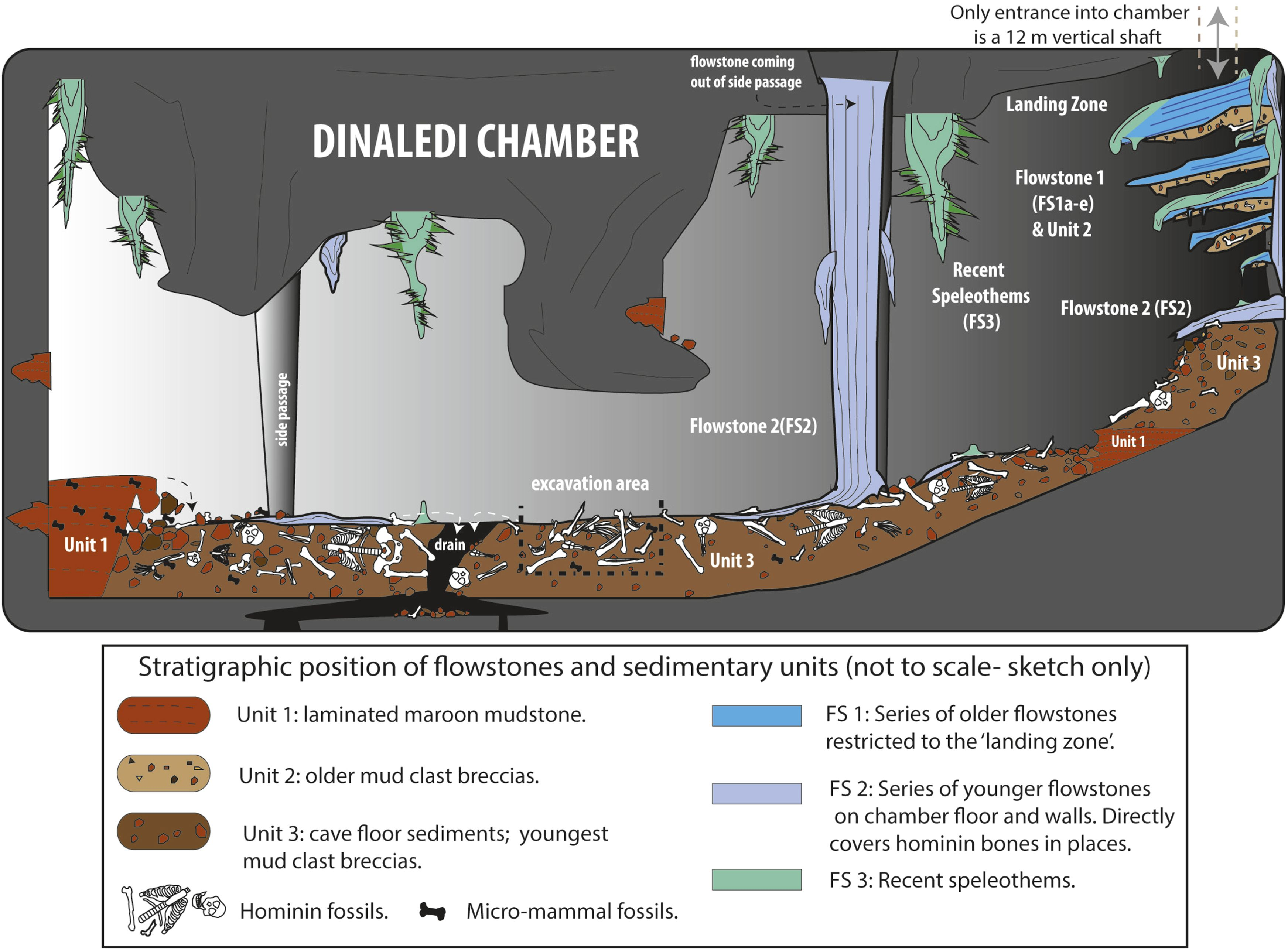
رسم توضيحي لحجرة ديناليدي في كهف النجم الصاعد وهو المكان الذي تم اكتشاف نوع هومو ناليدي فيه. مدخل الحجرة من أعلى اليمين.

تم اكتشاف العظام في البداية عام 2013 من قبل مستكشفي كهوف هواة وهم ريك هنتر وستيفين تاكر في نظام كهوف النجم الصاعد بجنوب إفريقيا. لكن الوصول إلى الحجرة الأخيرة كان في غاية الصعوبة لأن لها فتحتين يبلغ عرضها أقل من 25 سم مما يجعل استكشافها يتطلب خبراء بأجساد نحيفة لكي يتمكنوا من الدخول إليها.
وجهت في الحفريات اللاحقة عن طريق لي بيرغر وهو أستاذ علم دراسة مستحاثات أسلاف البشر في جامعة ويتواترسراند بجنوب إفريقيا. لم يتمكن أغلب علماء الآثار من الوصول إلى الحجرة بسبب ضيق الفتحات. لكن فريق مكون من 6 علماء آثار (كلهن إناث) تمكنوا من الوصول والدخول إلى حجرة ديناليدي. تم اختيار هذا الفريق بناءً على الحجم الجسدي الذي يمكنهم من دخول الحجرة وكذلك على المؤهلات الأكاديمية التي تؤهلهم للعمل في هذا الاكتشاف.
تمكن العلماء من الحصول على بقايا عظمية لـ 15 فردًا مكونة من 1550 عظمة، مما جعلها أكبر مجموعة من العظام البشرية التي اكتشفت في إفريقيا ووجدت داخل رواسب طينية. كما أن طريقة توزيع تلك العظام على الطبقات توحي بأنه قد تم وضعها خلال فترات طويلة قد تصل إلى قرون ولم يتم وضعها مرة واحدة داخل هذه الغرفة. يعتقد العلماء أن هناك بقايا أخرى موجودة في المنطقة بحاجة إلى الإستكشاف.
حسب القانون فالآثار تعود ملكيتها إلى شعب دولة جنوب إفريقيا وذلك يعني أنه في الغالب ستبقى كل الآثار في جنوب أفريقيا. العظام تتكون من جماجم وعظمات فك وضلوع صدرية وأسنان ومايقارب عظام كاملة لقدم ويد وأذن داخلية. تم اكتشاف توزيعات عمرية مختلفة حيث تمكن العلماء من اكتشاف عظام تعود إلى أطفال رضع وأشخاص صغار وكبار في السن أيضًا. تم تحديد الأطفال الرضع عن طريق حجم العمود الفقري. بعض العظام بدت كعظام الإنسان الحديث والبعض الآخر بدت بدائية. الإبهام وباطن اليد والمعصم مشابهة للإنسان الحديث. بالمقابل كانت الأصابع الأخرى أكثر انحناء مما يجعلها ملائمة أكثر للتسلق.
بالرغم من أن عمر العظام لم يحدد بعد بدقة لكن الفحص الابتدائي للنوع يبين صغر حجم الدماغ مما يشير إلى أن هذا النوع تطور قرب أو خلال بداية جنس الهومو، وتواجدت بين 2.5 إلى 3 ملايين عام. علماء الجيولوجيا يعتقدون أن عمر الكهف لايزيد عن 3 ملايين عام. لتحديد العمر أهمية كبرى لدى العلماء حيث أنهم يرغبون في معرفة ماإذا كان هومو ناليدي هو أكبر أو أصغر من الإنسان الماهر والذي يُصنف حاليًا أقدم أنواع جنس الهومو. لذلك هذا الاكتشاف سوف يساعد العلماء كثيرًا في فهم تطور الإنسان بشكل أكثر دقة.

## الصفات الجسدية
الصفات الجسدية لهومو ناليدي جديرة بالملاحظة بسبب وجود صفات مشابهة للأسترالوبيثكس مختلطة مع صفات مميزة لجنس الهومو وكذلك صفات أخرى غير معروفة في أشباه البشر الأخرى.
يبلغ طول ذكر الهومو ناليدي في المتوسط 150 سم وهذا الرقم يقع ضمن نطاق المجموعات الجسدية الصغيرة للبشر الحاليين وبوزن يقارب 45 كيلو غرام. أما الإناث فهم أقل طولًا ووزنًا بشكل بسيط. تحليل العظام المكتشفة يثبت تمكن الهومو ناليدي من المشي على قدمين بالكامل. ميكانيكا عظام الورك مشابهة للأسترالوبيثكس بينما القدم والكاحل تبدو أقرب إلى جنس الهومو.
حجم المخ صغير بشكل ملحوظ بالمقارنة مع البشر الحاليين حيث يبلغ حجمه مابين 450-500 سم مكعب وهذا يساوي مايقارب نصف حجم مخ البشر الحاليين. مما يجعل حجم المخ مقاربا لدماغ الأسترالوبيثكس. مع ذلك فهيكل الجمجمة مقارب أكثر لجنس الهومو. الأسنان والفك مقاربة للأسترالوبيثكس مما يعني أن غذاء الهومو ناليدي لايحتاج إلى مضغ قوي.
التركيب التشريحي العام دفع العلماء إلى تصنيف هذا النوع ضمن جنس الهومو بدلًا من جنس الأسترالوبيثكس. ومع ذلك فإن جعل الهومو ناليدي كنوع منفصل ضمن جنس الهومو لا زال محل خلاف بين عدد من العلماء.

## السلوك المحتمل
بما أن العظام اكتشفت في مكان واحد فهذا جعل الخبراء يعتقدون أن هذا النوع كان يتخلص من الجثث عن طريق دفنها في الكهف وهو سلوك يشير إلى وجود نوع من التفكير الرمزي وهذه نقطة جديرة بالملاحظة لأن سلوك مشابه لهذا السلوك كان يعتقد العلماء أنه ظهر في وقت لاحق بين إنسان نياندرتال والإنسان الحالي العارف.
يعتقد مشرف الفريق البحثي أن التخلص المتعمد من الجثث ضمن نظام كهفي معقد مثل الذي تم اكتشافه يعني أنهم يحتاجون إلى استخدام أداة ليتمكنوا من الرؤية وسط الظلام الدامس داخل الكهف وهذا قد يعني استخدامهم نوع من المشاعل أو النيران.

## النظام الغذائي
يمتلك نحو نصف أسنان الهومو ناليدي شرخًا واحدًا أو أكثر على سطح المينا ناجم عن تعرّض الأسنان للأطعمة الصلبة أو الحبيبات الرملية البيئية أثناء الحياة. تكون هذه الكسور السابقة للموت صغيرة في الغالب، ومتوضعة على الأسطح بين الأضراس، مما يشير إلى استهلاك طعام صغير صعب المضغ، أو إلى اندماج الحصى البيئي في نظامهم الغذائي عند تناول أطعمة كالدرنات النباتية مثلًا. يوجد دراستان أخريان تدعمان اقتراح استهلاك الهومو ناليدي كمياتٍ كبيرة من الأجسام الصلبة الصغيرة على هيئة غبار أو حصى. يدعم شكل التاج هذه النتيجة بامتلاك أضراس أطول وأكثر مقاومة للاهتراء. ويُعتَقَد أنّ الهومو ناليدي يختلف اختلافًا كبيرًا عن مستحاثات أشباه البشر الأفارقة الآخرين من حيث النظام الغذائي، السلوك، أو عملية المضغ.

## الآراء
يقترح فريق البحث أنّ العظام تُمَثِّل نوعًا جديدًا في جنس الهومو، بينما يرى خبراء آخرون أنّ ذلك يحتاج المزيد من التحليلات.
صرّحت سوزان أنتون -عالمة الأنثروبولوجيا بجامعة نيويورك- أن الخبراء قد يمضون سنواتٍ عدة في محاولة لوضع هذه الحفريات في السياق الصحيح حتى بعد تحديد عمرها الزمني؛ بسبب عدم وجود إجماع في علم الإنسان القديم على كيفية استخدام مثل هذه المقارنات لتعريف جنس هومو. فقد يجادل البعض بأن المشي على القدمين صفة مميزة، بينما يبحث علماء آخرون أكثر في الخصائص القحفية لعائلة الهومو.
يوافق برنارد وود، عالم الإنسانيات القديمة بجامعة جورج واشنطن- على أن البقايا تمثل فصيلة جديدة، لكن يعتقد أن العظام قد تمثل مجموعةً أرملة (مجموعة كانت مزدهرة ومتنوعة بالماضي، ولكنها محدودة الانتشار الآن) تطورت بدرجة من العزلة في جنوب إفريقيا، على غرار مجموعة أرملة أخرى يدعى أفرادها ببشر فلوريس (إنسان فلوريس) من جزيرة فلوريس الإندونيسية. ونظرًا لوجود عدة أفراد وأجناس وفئات عمرية ممثلة لهذه المجموعة، يعتبر العلماء أنّ هذا الاكتشاف أغنى مجموعة أحفورية لأشباه البشر في أفريقيا، يحتوي موقع الحفر على أكثر تمثيل شامل للعناصر الهيكلية من حيث الأعمار وعدد الأفراد في سجل حفريات أشباه البشر، بصرف النظر عن مجموعة كهف العظام ونماذج إنسان النياندرتال والإنسان الحديث.
يقول جيفري هيو شوارتز عالم الأحياء التطوري في جامعة بيتسبيرج في ولاية بنسلفانيا، بأنّ المادة متنوعة للغاية لدرجة أنها لا تمثل نوعًا واحدًا.

### المقارنة مع الإنسان المنتصب
يعتقد عالِم مستحاثات البشر تيم وايت أنّ الحفريات تنتمي إلى الإنسان المنتصب البدائي بناءً على الوصف المنشور. ذكر عالم الأنثروبولوجيا كريس سترينجر أيضًا أن الحفريات تشبه إلى حد كبير الأمثلة صغيرة الجسم للإنسان المنتصب من دمانيسي في جورجيا، والتي يرجع تاريخها إلى نحو 1.8 مليون عام تقريبًا. رفض بيرغر احتمال أن تكون الحفريات للإنسان المنتصب في المؤتمر الصحفي للإعلان عن الأخبار.

### فرضية الوضع المتعمد للأجساد
يوجد بعض الأدلة التي تشير إلى أنّ الأفراد قد وضعوا عمدًا في الكهف قرب وقت وفاتهم، ويؤكّد الخبراء وجود حاجة إلى مزيد من الأدلة لدعم هذه الفرضية.

### فرضيات الطقوس
يقترح بيرغر وآخرون أنّ هؤلاء الأفراد كانوا قادرين على ممارسة الطقوس، وتكهنوا بأنّ وضع جثث الموتى في الكهف كان سلوكًا شعائريًا أو علامةً على التفكير الرمزي. [62] «الطقوس» هنا تعني ممارسة متعمدة ومتكررة (التخلص من جثث الموتى في الكهف)، ولا تعني أي نوع من الطقوس الدينية. [39] تاريخ ظهور السلوكيات الشعائرية في عصور ما قبل التاريخ مثير للجدل، ولا تزال جميع الأدلة على السلوك الرمزي قبل بداية العصر الحجري القديم الأعلى منذ نحو 50000 سنة موضع نقاش.

## وصلات خارجية
- وثائقي فجر الإنسانية - أكتشاف الهومو ناليدي، والوثائقي عمل مشترك بين قناتي نوفا وناشونال جيوغرافيك.